# Baulch Peak
Der Baulch Peak ist ein 1696 m hoher Berg in der antarktischen Ross Dependency. Er ragt 13 km nördlich des Claydon Peak auf und markiert den Ausläufer eines Felssporns, der sich in nördlicher Richtung vom Prinz-Andrew-Plateau in der Queen Elizabeth Range des Transantarktischen Gebirges erstreckt.
Das Advisory Committee on Antarctic Names benannte ihn nach DeeWitt M. Baulch (1933–2010) vom United States Antarctic Research Program, der 1958 als Meteorologe auf der Amundsen-Scott-Südpolstation tätig war.